# ケージ (グラフ理論)

The Tutte (3,8)-cage.

グラフ理論において、ケージとは与えられた内周を満たす正則グラフのうち、頂点数が最小のものである。
厳密に述べると次のようになる。(r,g)-グラフとは任意の頂点が相異なるr個の頂点と隣接し、かつグラフに含まれる最小のサイクルの長さがgに一致するものを指す。任意のr ≥ 2、g ≥ 3に対して(r,g)-グラフは存在することが知られている。(r,g)-ケージとは(r,g)-グラフのうちもっとも頂点数が少ないグラフのことである。
次数r、内周gのムーアグラフは存在すれば、ケージとなる。ムーアグラフの頂点数を表す式はケージに対して一般化することができる。すなわち奇内周gをもつグラフの頂点数は
{\displaystyle 1+r\sum _{i=0}^{(g-3)/2}(r-1)^{i}}
以上となる。任意の(r,g)-グラフが上述の式を満たすと、定義からムーアグラフとなり、またケージとなる。同様に偶内周の場合は頂点数は
{\displaystyle 2\sum _{i=0}^{(g-2)/2}(r-1)^{i}}
以上となる。またrとgの組み合わせによっては複数の同型でないケージが存在しうる。例えば、頂点数70となる(3,10)-ケージはバラバン10-ケージ、Harries graphとHarries-Wong graphの同型でない三つが存在する。一方で (3,11)-ケージは頂点数が112となるバラバン11-ケージのみである。

## 具体例
次数1のグラフはサイクルを持たない。次数2のグラフはサイクルそのもので内周は頂点数に一致する。そのためr ≥ 3の場合についてケージを考える。(r,3)-ケージは頂点数r+1の完全グラフKr+1となる。また(r,4)-ケージは頂点数2rの完全二部グラフKr,rとなる。
他の特筆すべきケージ（ムーアグラフを含む。）:
- (3,5)-ケージ: ピーターセングラフ、頂点数10
- (3,6)-ケージ: ヒーウッドグラフ、頂点数14
- (3,7)-ケージ: マギーグラフ、頂点数24
- (3,8)-ケージ: Tutte–Coxeter graph、頂点数30
- (3,10)-ケージ: バラバン10-ケージ、頂点数70
- (4,5)-ケージ: ロバートソングラフ、頂点数19
- (7,5)-ケージ: ホフマン-シングルトングラフ、頂点数50
- r-1が素数のべき乗のとき、(r,6)-ケージは射影平面のインシデント・グラフとなる。
- r-1が素数のべき乗のとき、(r,8)-ケージと(r,12)-ケージは一般化多角形となる。

r > 2かつg > 2の場合に知られている(r,g)-ケージの頂点数を次表にまとめる。ただし射影平面と一般化多角形によるものは除く。
| g:     | 3 | 4  | 5  | 6  | 7  | 8   | 9  | 10 | 11  | 12   |
| r = 3: | 4 | 6  | 10 | 14 | 24 | 30  | 58 | 70 | 112 | 126  |
| r = 4: | 5 | 8  | 19 | 26 | 67 | 80  |    |    |     | 728  |
| r = 5: | 6 | 10 | 30 | 42 |    | 170 |    |    |     | 2730 |
| r = 6: | 7 | 12 | 40 | 62 |    | 312 |    |    |     | 7812 |
| r = 7: | 8 | 14 | 50 | 90 |    |     |    |    |     |      |

## 漸近的振る舞い
ムーアバウンドの議論から、大きいgに対して頂点数はgの指数関数的に増大する項で下から抑えられる。言い換えると、gはnの対数に比例する項で上から抑えられる。すなわち次式を得る。
{\displaystyle g\leq 2\log _{r-1}n+O(1).}
実際この上限に近づくと予想されている(Bollobás & Szemerédi 2002)。知られている中でもっともよいgの下限は比較的小さな定数係数の対数で書けている。とくにラマヌジャングラフ(Lubotzky, Phillips & Sarnak 1988) は次式を満たす。
{\displaystyle g\geq {\frac {4}{3}}\log _{r-1}n+O(1).}
これらのグラフがケージとなることはおそらくないが、これらのグラフの存在によって上限のグラフはケージとなる必要がある。